# Bekka
Bekka es una superheroína que aparece en los medios publicados por DC Comics, principalmente en historias ambientadas en el Cuarto Mundo de Jack Kirby y el principal universo compartido de DC, conocido como Universo DC.
Como un Nuevo Dios de Nuevo Génesis, la hija de Himon y Aurelie y la esposa de Orión, Bekka hizo su primera aparición en DC Graphic Novel #4: The Hunger Dogs (1985), escrita por Jack Kirby.

## Biografía ficticia
Bekka es la hija de Himon, uno de los Nuevos Dioses de Nuevo Genesis y Aurelie, una de los Nuevos Dioses de Apokolips. A su padre cuyos logros incluyen la invención de las computadoras sensibles Caja Madre y el descubrimiento del "elemento x" que impulsó su cocreación del Metron teletransportador. Durante muchos años, Bekka vivió en secreto con sus padres en Apokolips mientras Himon organizaba un levantamiento clandestino contra el gobierno tiránico de Darkseid. Perseguido por su papel en esta insurgencia planificada, Himon tuvo mucho cuidado de proteger a Bekka del aviso de Darkseid. Himon nunca imaginó que Bekka se enamoraría de Orión, el propio hijo de Darkseid, cuando se topó con sus vidas. Después de curar al Perro de la Guerra herido, Himon y Bekka ayudaron a Orión a liberar a su madre Tigra del encarcelamiento. Por este acto, Himon aparentemente fue asesinado por Darkseid. Bekka acompaña a Orión y Tigra a Nuevo Génesis, donde su amor continúa calmando el salvajismo que acecha dentro del Perro de la Guerra.
En la historia "Tormento" en Superman/Batman # 37–42 (agosto de 2007 a enero de 2008), Bekka y Batman ayudan a Superman a escapar de un planeta ficticio llamado Tartaros, donde DeSaad tiene prisionero a Superman. Durante la misión de rescate, ella y Batman se enamoran y su afecto hace que Batman reflexione sobre la falta de amor que se ha obligado a soportar. Bekka compara su hechizo de deseo con el canto de una sirena, pero dice que también la afecta a ella. Al final, se va con Orión cuando él viene a buscarla. En su casa, mientras piensa que, al quedarse con Orión, olvidará a Batman, una persona desconocida se le acerca y aparentemente es asesinada como parte de La Muerte de los Nuevos Dioses.
En La Muerte de los Nuevos Dioses, inicialmente se revela que su asesino, y el asesino de todos los Nuevos Dioses, no es otro que su padre Himon. Sin embargo, más tarde se muestra que el asesino es en realidad el Hombre Infinito disfrazado de Himon.

### The New 52
En septiembre de 2011, DC Comics reinició la continuidad de sus libros en una iniciativa llamada The New 52. En esta nueva línea de tiempo, Bekka nació como hija del científico Génesis Himon y tenía un poder subconsciente sobre la atracción emocional en los demás, uno tan poderoso que no solo las personas pelearían incontrolablemente por sus afectos o seguirían su ejemplo hasta una falla; hombres y mujeres por igual podían hacer y harían cualquier cosa que ella les pidiera, sin darse cuenta, haciéndole la vida bastante dura. Eventualmente, este encantamiento atrajo la atención de Izaya, líder actual y antiguo de los Nuevos Dioses. Este encanto era tan potente que, aunque se resistía a él, podía ver el potencial que tendría en el campo de batalla. Un encanto que se perfeccionaría, refinaría y volvería más enfocado con la edad, eventualmente creciendo en poder y magnitud que le permitiría reforzar los ejércitos de sus señores y potencialmente podría haber arrebatado el control de su trono si se probara.

#### Divinidad
Bekka se presenta dentro de las ciudades de New Genesis entre un consejo de nuevos dioses de élite bajo el mando directo de Alto padre llamado "El Consejo de los Ocho" que sirve como miembro de su guardia guerrera de élite. Cuando fue llamado por orden de su monarca Bekka, se comunicó en secreto con Orion con respecto a su enfoque para reclutar las linternas y adquirir la Ecuación Anti-Vida, Orión afirma que serían estúpidos si rechazaran su oferta, pero ella responde que si se negaran, ¿los obligarían? unir; la revalorización aturde a este último hasta el silencio. Después de una rápida reprimenda por parte del Gran Padre, que todo lo escucha, el Consejo es enviado a todo el universo de Prima Tierra para recuperar un anillo de las diversas sectas de linternas.
Bekka es enviada a New Korugar, donde reside el Sinestro Corps, después de haber enviado a Arkillo cortando algunos dedos y tomando su anillo, ella regresa a New Genesis; todo mientras obtiene los intereses de su líder Thaal Sinestro. Después de entregar su anillo junto con los demás a Lord Izaya, se dirigen a probar este nuevo poder que han adquirido con la creencia de que las Siete Luces producirán el máximo poder que busca. Pero cuando esta prueba falla después de intentar convertir un planeta de tugurios en un vasallo de los nuevos dioses solo para crear horrendos monstruos a su paso, su soberana ordena al Consejo que encuentre a White Lantern, quien actualmente está en posesión de lo que desea y buscar al resto de los Portadores de la Luz para acorralarlos y contenerlos, considerándolos demasiado peligrosos para dejarlos sueltos. Bekka y su vanguardia se encuentran en el planeta Nok asediando a la Tribu Índigo, ella le ruega a su líder; Indigo-1 para rendirse casi ganándola usando su poder solo para ser atacado por el Sinestro Corps que se aproxima. Sin embargo, el impacto es de corta duración y ella y sus fuerzas pronto retoman la ventaja matando docenas de linternas de miedo en la batalla que sigue.
Buscando sacar provecho de esto, el mismo Sinestro detona sus anillos y miembros del cuerpo desde la órbita exterior ordenando a su grupo más confiable que se retire mientras el resto se usa como bombas sucias para cubrir los suyos, los rezagados de GL y lo que queda de las linternas nómadas del escape de la luz violeta. Enfurecida por las insensibles tácticas de los maestros de las linternas y la muerte de sus aliados y enemigos a su servicio, Bekka jura sangrienta venganza contra él y todo su cuerpo. En otro rincón del espacio, se la puede ver flotando entre los escombros de los barcos piratas en ruinas enviados como una distracción y una forma de invitación a Bekka por parte del líder del Sinestro Corps, quien se le aparece como una construcción amarilla brillante para transmitir un mensaje. Todavía inflamado por sus tácticas de burlarse de la linterna del miedo al afirmar que los Nuevos Dioses casi han capturado al resto de los usuarios de la luz y afirman que la derrota es inevitable.
Sin embargo, Sinestro solo responde agregando que todo lo que tenían que hacer era preguntar y muchos de los cuerpos se habrían ofrecido voluntariamente a ayudar en su búsqueda contra Darkseid, pero en cambio fueron y presionaron a los diversos cuerpos para que se sometieran, lo que provocó el conflicto en primer lugar. Bekka ordena a sus hombres que se unan a la búsqueda de los Lanterns restantes y que busquen al controlador en el otro extremo de la aparición que le habla, después de que se van profesando su amor. Sinestro se maravilla de cómo puede convencerlos de su lealtad de la forma en que lo hace. pasando a decir que él no envió a esos piratas espaciales para retrasar su avance, sino para profesar que le gustaba su influyente trabajo. Preguntándose por qué la construcción que Sinestro envió todavía la sigue, continúa diciendo que, si bien sería interesante un encuentro cara a cara, está fuera de discusión considerando sus extraños talentos cuando mencionó la idea. Aunque también dice que si Bekka hubiera querido deshacerse de él, podría haberse trasladado fácilmente usando un Boom Tube ahora, cuando se le preguntó por qué se quedó si no fuera para negociar los términos de la rendición. La construcción explica que es porque él ve material de primer cuerpo en ella cuando la forma de luz se desvanece y revela un anillo de poder Qwardian.
De vuelta en New Genesis, Bekka hace guardia con Hylat mientras Alto Padre prepara un Boom Tube a la Tierra para reclutar a su población en sus ejércitos. Bekka profesa que subestima las pasiones de la raza humana al ver cuán fervientemente el cuerpo de linternas los ha resistido hasta cierto punto, Izaya rechazó sus afirmaciones afirmando que ahora eran invisibles con la ecuación de la vida en la mano y se preguntó si sus miedos deberían estar más preocupados por más en la traición interna dadas las travesuras de la mesa giratoria de Malhedron. Como para citar sus temores, Sinestro pronto apareció en el consejo de guerra de Alto Padre asintiendo con la cabeza sobre la voluntad y el valor de la gente de la tierra. Después de que Sinestro huyó de la escena de la paliza de Alto Padre, ella afirma que él está escapando solo para escuchar a sus jefes de guerra asegurarle que se dirige hacia donde lo llevará el pasaje del tubo, directo a la tierra.

#### Sinestro Corps
En pie de guerra por uno que había atacado y profanado a sus compañeros korugarianos usando Ater Clementia (Misericordia Negra), Sinestro se encontró dominado por el señor de la guerra Mongul y su Liga Apex, dejándolo a merced del conquistador y Warworld. Habiendo enviado una baliza de socorro a todos y cada uno de los Yellow Lanterns capaces, Bekka pronto llega a la batalla blandiendo los colores de una linterna del miedo después de haber aceptado la invitación al cuerpo por el Anillo que le dieron. A medida que las energías de sus anillos son drenadas por el satélite armado, Bekka recurre a ir mano a mano con el despótico Mongul mientras las otras linternas del miedo se tambalean sin su poder, demostrando estar en pie de igualdad con el tirano. Con la ayuda de antiguos enemigos que están encantados con su canto de sirena, entre ellos los miembros de la liga Apex, así como las propias fuerzas de asalto de Mongul, pero perdió su ventaja cuando Mongul ganó ventaja inmune a sus habilidades de hechicera. Afortunadamente, encontró que tanto los suyos como los poderes del cuerpo de linternas del miedo restauraron a Sinestro apareciendo atando a Mongul y arrojándolo al espacio profundo como un señuelo para un culto antiemocional llamado Pailing; una forma de buena voluntad para la LigaApex cuyos mundos natales fueron arrasados.
Luego, Bekka tuvo unas palabras con Sinestro indicando su desaprobación de la convocatoria, quien notó que, a pesar de esto, Bekka vino de todos modos por su propia voluntad, ya que el Cuerpo reunido, Bekka fue testigo de cómo reclamaban Warworld para sí mismos. Después de que se reveló que había un traidor dentro del Sinestro Corps, Bekka junto con una multitud de otros portadores del anillo se pusieron en alerta máxima. Mientras Lyssa Drak vuelve a contar las diversas historias de vida de los miembros del Cuerpo presentes, Bekka les grita enojada a ella y a Sinestro por invadir su privacidad solo para descubrir que una vez que un anillo encuentra a su anfitrión, todo sobre el nuevo portador del miedo se vuelve conocido por ella; como el guardián de la tradición de Parallax y el Sinestro Corps. En el camino para monitorear el núcleo inestable de New Korugar, Sinestro fue informado de que su hija estaba tramando a sus espaldas. Después de un breve altercado que terminó con su introducción en la facción de linternas de Sinestro, Bekka está presente junto con toda la lista de Fear Lanterns como la iniciación de Soranik Natu, después de un tiempo, el Nuevo Dios lo confrontó nuevamente sobre cómo y por qué. él la inició en el cuerpo acusándolo de obtener armas en una próxima guerra.
Sinestro proclama, mientras que Bekka cree que tanto ella como Warworld no son más que armas en su arsenal, él proclama que ninguna de ellas es realmente una fuente de poder para él. Un rasgo que tiene la intención de mostrarle justo cuando el planeta comienza a desmoronarse a su alrededor, la iracunda diosa piensa para sí misma que podría matarlo fácilmente y fingir que su relación con el tipo nunca sucedió. Ella lo siguió hasta el núcleo del planeta, donde mostró el poder del que se jactaba antes en la entidad del miedo: Parallax. Usando su poder, Bekka vio de primera mano cómo Sinestro perdió su último activo para estabilizar el núcleo de su nuevo mundo natal, dejándolo vulnerable por primera vez en décadas. Él se lo muestra como su muestra de tranquilidad, dándole un arma definitiva; un secreto para guardarse o compartir en su tiempo libre.

## Poderes y habilidades

### Pre y Post-Crisis
Como todos los Nuevos Dioses, Bekka tiene fuerza, velocidad, resistencia, inmortalidad superiores y es casi impermeable a las aflicciones físicas, incluida la inmunidad a las enfermedades. También es una científica talentosa al igual que su padre, ya que ha memorizado cómo utilizar y crear su propia Caja Madre, así como inventar una gran cantidad de otros dispositivos Nuevo Genesis, como un dispositivo de cambio de fase integrado en su traje que le permite volverse invisible e Intangible, así como encubrir la presencia de otros a su alrededor. Además, es una guerrera habilidosa y experta en el combate cuerpo a cuerpo, capaz de utilizar tanto el nuevo armamento génesisiano como el apokoliptiano. Su poder divino, que es una especie de diosa del amor, gira en torno a la manipulación emocional y la compulsión, capaz de extraer y amplificar los sentimientos reprimidos o en reposo en los seres individuales que la rodean y moverlos para que actúen en consecuencia, como fue el caso de Orión y Batman. Dos seres en gran parte emocionalmente reprimidos que se negaron a sí mismos el abrazo del amor o la compasión en cualquiera de sus formas. La única forma de romper el hechizo de su compulsión atractiva es consumarla en unión física. También posee algún tipo de proyección de fuerza que derribó a una horda de parademonios o conmocionó gravemente a un Superman controlado mentalmente. Bekka también tiene un toque curativo que le permite acelerar el proceso de regeneración de la variedad fatalmente herida.

### The New 52
En la iniciativa The New 52, el poder y el estatus de Bekka como un Nuevo Dios sigue siendo relativamente el mismo, aunque podría ser más fuerte y más rápida que su encarnación anterior, ya que podría luchar y defenderse de Mongul de Warworld por un tiempo. Aparte de eso, sus habilidades empáticas se magnifican hasta el punto en que puede mover innumerables docenas, si no miles, de personas de acuerdo con sus caprichos si lo considera conveniente, convirtiéndose en una especie de faro empático que puede mover y influir en el amor y la devoción dirigidos hacia ella. provocando una obediencia complaciente. Hacer que muchos otros sigan su ejemplo sin dudarlo y, sin darse cuenta, los hace pelear por sus afectos como consecuencia. También puede volar por sus propios medios y sobrevivir en entornos hostiles como el vacío del espacio con facilidad.

### Habilidades y equipamiento
Bekka blande su habilidad como guerrera de New Genesis en su elegante dominio de la espada, siendo una hábil combatiente capaz de atravesar innumerables Green Lanterns en el campo de batalla, así como despachar a algunos de sus veteranos más experimentados con facilidad. Ella usa sus cuchillas gemelas Cajas Madre en combate, que pueden proyectar rayos de conmoción cerebral, abrir Boom Tubes y cortar bien casi cualquier cosa que se encuentre con sus bordes. 
Además de todo esto, también maneja un anillo de poder amarillo, que es funcionalmente similar a los de los Green Lanterns, lo que le otorga vuelo, la capacidad de sobrevivir en cualquier entorno y la capacidad de crear construcciones de cualquier forma y tamaño. Como todos los anillos de energía, debe recargarse regularmente con la ayuda de una batería de energía que tiene forma de linterna. 

## En otros medios
- Una versión alternativa del universo de Bekka aparece en la película animada Liga de la Justicia: Dioses y monstruos, con la voz de Tamara Taylor. Esta versión es la esposa de Orión, y su matrimonio se usa como un tratado de paz entre sus respectivas familias y los planetas de Nuevo Genesis y Apokolips. Sin embargo, la familia de Bekka masacró a Orión y su familia, obligándola a escapar usando una espada equipada con una Caja Madre que Orión le regaló. Después de llegar a la Tierra, se convirtió en la versión de Wonder Woman de su universo y encontró la Liga de la Justicia antes de regresar al espacio para enfrentar su pasado.
  - Esta versión de Bekka también aparece en la serie web animada complementaria, Justice League: Gods and Monsters Chronicles, nuevamente con la voz de Tamara Taylor. Ella es enviada para salvar a Steve Trevor de Kobra mientras preparaban su androide, Giganta, para asesinar a la presidenta electa Amanda Waller.